# جهدان (اسم)
جهدان هو اسم علم مذكر من أصل عربي، ومعناه هو من الفعل جاهد، والمجاهد المحارب في سبيل الله، محارب الكفار، على وزن فعلان.

## وصلات خارجية
- موسوعة السلطان قابوس لأسماء العرب نسخة محفوظة 5 أبريل 2019 على موقع واي باك مشين.